# Herbert Doehner
Herbert Doehner (* 23. Dezember 1899 in Chemnitz; † 3. Januar 1985 in München) war ein deutscher Tierzuchtleiter, Hochschullehrer und Fachbuchautor auf den Gebieten der Schafzucht und Wollkunde.

## Leben und Wirken
Herbert Doehner studierte ab 1922 Landwirtschaft an der Technischen Hochschule München, schloss 1925 als Diplomlandwirt ab, war dann hier von 1926 bis 1934 wissenschaftlicher Assistent am Institut für Tierzucht und Züchtungsbiologie und promovierte 1926 mit einem Thema zur Schafwolle zum Dr. rer. techn. 1934 wurde er Geschäftsführer des „Reichsverbandes Deutscher Schafzüchter“ beim Reichsnährstand in Berlin. Bereits 1936 erhielt er an der TH München einen Lehrauftrag für Textilindustrie, den man 1941 in Anerkennung seiner bisherigen Veröffentlichungen in eine Dozentur für das Gebiet „Erzeugung und Verwertung tierischer und pflanzlicher Rohstoffe“ umwandelte. 1941 wurde Doehner Abteilungsleiter Schafzucht am neuen Kaiser-Wilhelm-Institut für Züchtungsforschung in Dummerstorf bei Rostock, im Juli 1944 bis Mai 1945 noch Dozent für Tierzuchtlehre an der Universität Rostock, blieb nach Kriegsende kommissarischer Abteilungsleiter im Institut, kehrte aber noch 1945 nach München zurück.
1948 erhielt Doehner die Leitung des Referats Schafzucht in der Verwaltung des Landes Württemberg, ab 1952 Baden-Württemberg, die er im Range eines Oberlandwirtschaftsrates bis 1974 ausübte. Daneben las er noch ab 1950 als Privatdozent und von 1958 bis 1967 als außerplanmäßiger Professor für Schafzucht und Wollverwertung an der Landwirtschaftlichen Hochschule Hohenheim. Doehner war als Hauptschriftleiter am vierbändigen Handbuch der Schafzucht und Schafhaltung im Verlag Paul Parey sowie am Lehrbuch der Schafzucht von Heinrich Behrens wesentlich beteiligt, verfasste selbst zwei Fachbücher zur Wollkunde und wirkte als Vizepräsident der Kommission für Schaf- und Ziegenproduktion der Europäischen Vereinigung für Tierzucht (EVT) in Rom.

## Veröffentlichungen (Auswahl)
- Eine neue Methode zur Feinheitsbestimmung von Haaren und ihre praktische Auswirkung zur Sortimentsbestimmung von Schafherden, anwendbar auch auf die Bestimmung der Feinheit von Textilfasern. Diss. TeH München, 1925.
- Die Freiheit und Festigkeit der deutschen Schafwollen, 1935, 2. Aufl. 1964, 677 S.
- Handbuch der Schafzucht und Schafhaltung, Verlag Paul Parey (Berlin)
  - Band 1: Die Zucht des Schafes, 1939, 1944, 1954.
  - Band 2: Die deutschen Stammzuchten und Zuchtgebiete, Teil 1 (1941), Teil 2 (1941).
  - Band 3: Haltung, Fütterung und Krankheiten des Schafes, 1944.
  - Band 4: Die Leistungen des Schafes
- Wollkunde. Berlin 1958, 443 S.; 1964 677 S. u. 353 Abb.
- Lehrbuch der Schafzucht v. Heinrich Behrens, Red. H. Doehner, Berlin 1965 und 1969
- Tier-Fotografie in der Landwirtschaft. Frankfurt (Main), 1967.